# بید بونپلان
بید بونپلان (نام علمی: Salix bonplandiana) نام یک گونه از سرده بید است.